# Diego Alonso
Diego Martín Alonso López (ur. 16 kwietnia 1975 w Montevideo) – urugwajski piłkarz pochodzenia włoskiego występujący na pozycji napastnika. Jego kuzyni Matías Alonso i Iván Alonso również byli piłkarzami.

## Kariera klubowa
Alonso pochodzi ze stołecznego miasta Montevideo i jest wychowankiem tamtejszego skromnego zespołu Club Atlético Bella Vista. Do seniorskiej drużyny, która spadła wówczas do drugiej ligi urugwajskiej, został włączony jako dwudziestolatek, szybko wywalczając sobie pewne miejsce w wyjściowym składzie. W rozgrywkach 1997, po upływie trzech sezonów spędzonych w drugiej lidze, awansował z Bella Vista do urugwajskiej Primera División, w której zadebiutował w 1998 roku, za kadencji szkoleniowca Julio Césara Ribasa. Wówczas także jako czołowy strzelec drużyny triumfował w rozgrywkach kwalifikacyjnych do Copa Libertadores – Liguilla Pre-Libertadores, a podczas samego udziału w rozgrywkach Pucharu Wyzwolicieli zdobył pięć bramek, a Bella Vista, ogłoszona wówczas rewelacją turnieju, odpadła z niego dopiero w ćwierćfinale. Bezpośrednio po tym przeszedł do argentyńskiego Gimnasia y Esgrima La Plata, w tamtejszej Primera División debiutując 15 sierpnia 1999 w wygranym 3:1 spotkaniu z Ferro Carril Oeste, w którym strzelił także premierowego gola. W barwach Gimnasii spędził bez większych sukcesów rok, będąc największą gwiazdą ekipy.
Latem 2000 wyjechał do Hiszpanii, gdzie za sumę dziewięciu milionów dolarów został piłkarzem klubu Valencia CF. W Primera División zadebiutował 9 września 2000 w przegranej 1:2 konfrontacji z Realem Madryt, zaś pierwszą bramkę w lidze hiszpańskiej zdobył 12 listopada tego samego roku w zremisowanym 2:2 meczu z Rayo Vallecano. W ekipie prowadzonej przez Héctora Cúpera występował przez jeden sezon i mimo iż pozostawał wyłącznie rezerwowym dla Johna Carew i Juana Sáncheza to udanie spisywał się w Lidze Mistrzów UEFA – z sześcioma golami na koncie został najlepszym strzelcem swojej drużyny w tamtej edycji rozgrywek, zaś Valencia dotarła aż do finału, przegrywając w nim po rzutach karnych z Bayernem Monachium. Zaraz po tym sukcesie został wypożyczony do drugoligowego Atlético Madryt, gdzie stworzył bramkostrzelny duet napastników z Fernando Torresem. W sezonie 2001/2002 awansował z drużyną Luisa Aragonésa do pierwszej ligi, zaś sam został królem strzelców Segunda División, zdobywając 23 gole.
W lipcu 2002 przeszedł do występującego w najwyższej klasie rozgrywkowej Racingu Santander, gdzie bez poważniejszych osiągnięć i jako rezerwowy spędził rok, po czym podpisał umowę z zespołem Málaga CF, gdzie również nie potrafił sobie wywalczyć miejsca w wyjściowym składzie i po upływie dwunastu miesięcy odszedł z klubu. W połowie 2004 roku został graczem meksykańskiej ekipy Pumas UNAM z siedzibą w stołecznym mieście Meksyk, w celu zastąpienia dotychczasowego napastnika tej drużyny Bruno Marioniego. W meksykańskiej Primera División zadebiutował 15 sierpnia 2004 w przegranym 0:1 pojedynku z Tecos UAG, a po raz pierwszy wpisał się na listę strzelców 18 września tego samego roku w przegranym 1:3 spotkaniu z Tigres UANL. Od razu został podstawowym graczem drużyny prowadzonej przez Hugo Sáncheza i w jesiennym sezonie Apertura 2004 wywalczył z nią mistrzostwo Meksyku. W tym samym roku zdobył również z Pumas superpuchar kraju – Campeón de Campeones, zaś w 2005 roku dotarł do finału najbardziej prestiżowych rozgrywek północnoamerykańskiego kontynentu – Pucharu Mistrzów CONCACAF.
Latem 2005 powrócił do Hiszpanii, tym razem przenosząc się do drugoligowego Realu Murcia. W tej drużynie występował przez rok, nie potrafiąc wygrać rywalizacji o miejsce w składzie ze swoim kuzynem Ivánem Alonso. W późniejszym czasie po siedmiu latach wrócił do Urugwaju, gdzie podpisał umowę z krajowym gigantem – stołecznym Club Nacional de Football. Po upływie pół roku został graczem chińskiego Shanghai Shenhua, w którego barwach spędził z kolei dwanaście miesięcy jako podstawowy piłkarz, triumfując w turnieju A3 Champions Cup. W styczniu 2008 po raz drugi w karierze został zawodnikiem argentyńskiego Gimnasia y Esgrima La Plata, gdzie grał przez następne półtora roku, jednak przeważnie jako rezerwowy i bez poważniejszych sukcesów, walcząc wyłącznie o utrzymanie w lidze.
W połowie 2009 roku po raz kolejny powrócił do ojczyzny, jako wolny zawodnik zasilając czołowy zespół w Urugwaju – stołeczny CA Peñarol. Tam, mimo małej liczby występów w pierwszym składzie, regularnie wpisywał się na listę strzelców, a także odnosił sukcesy drużynowe – w sezonie 2009/2010 zdobył jedyne w karierze mistrzostwo Urugwaju, natomiast w 2011 roku dotarł do finału Copa Libertadores (dzięki temu został jednym z nielicznych piłkarzy, którzy dotarli do finału najważniejszych klubowych rozgrywek na trzech kontynentach – mimo to przegrał wszystkie trzy). Bezpośrednio po tym osiągnięciu w wieku 36 lat zdecydował się zakończyć piłkarską karierę. Był opisywany jako typowy wysunięty napastnik, grający agresywnie i obdarzony talentem do znajdowania się w dogodnych sytuacjach strzeleckich w polu karnym rywala.

## Kariera reprezentacyjna
W seniorskiej reprezentacji Urugwaju Alonso zadebiutował za kadencji selekcjonera Víctor Púi, 17 czerwca 1999 w wygranym 3:2 meczu towarzyskim z Paragwajem. Kilka dni później znalazł się w składzie na rozgrywany na paragwajskich boiskach turniej Copa América, gdzie jednak pełnił wyłącznie rolę rezerwowego dla duetu napastników tworzonego przez Gabriela Álveza i Marcelo Zalayetę i rozegrał trzy z sześciu możliwych meczów, wszystkie po wejściu z ławki. Jego drużyna dotarła ostatecznie aż do finału, przegrywając w nim z Brazylią (0:3). Ogółem swój bilans w kadrze narodowej zamknął na ośmiu rozegranych spotkaniach, w których ani razu nie wpisał się na listę strzelców.

## Kariera trenerska
Po zakończeniu kariery piłkarskiej Alonso rozpoczął pracę w roli szkoleniowca, we wrześniu 2011 zostając trenerem swojego macierzystego Club Atlético Bella Vista. Drużynę tę, walczącą wówczas o utrzymanie w najwyższej klasie rozgrywkowej, prowadził przez kolejne dziewięć miesięcy i zdołał uratować klub przed relegacją do drugiej ligi. Bezpośrednio po osiągnięciu tego sukcesu nie zdecydował się jednak przedłużyć kontraktu z zespołem i w lipcu 2012 objął paragwajski Club Guaraní z siedzibą w stołecznym Asunción. Tam spędził z kolei jedenaście udanych miesięcy; najpierw zajął trzecie miejsce w lidze i zdołał się zakwalifikować do rozgrywek Copa Sudamericana, zaś w wiosennym sezonie Apertura 2013 zdobył tytuł wicemistrza Paragwaju. W czerwcu 2013 roku opuścił Guaraní i powrócił do ojczyzny, podpisując umowę ze swoim byłym zespołem CA Peñarol. Tam, mimo dużych oczekiwań, odnosił jednak słabe wyniki – jego podopieczni zwyciężyli zaledwie raz w ośmiu spotkaniach, szybko odpadając z Copa Sudamericana. Został zwolniony po czterech miesiącach pracy, zostawiając Peñarol na trzynastym miejscu w tabeli. W marcu 2014 wrócił do Paragwaju, zostając szkoleniowcem tamtejszego giganta, stołecznego Club Olimpia, gdzie pracował z przeciętnym skutkiem przez siedem miesięcy, nie odnosząc konkretniejszych osiągnięć.
W styczniu 2015 Alonso po dziesięciu latach powrócił do Meksyku, obejmując tamtejszą ekipę CF Pachuca. W pierwszym sezonie dotarł do półfinału decydującej o mistrzostwie ligowej fazy play-off, lecz podczas kolejnych rozgrywek nie zdołał się do niej zakwalifikować, co poważnie zachwiało jego pozycją w klubie. Ostatecznie zdecydowano się pozostawić go na stanowisku i już w sezonie Clausura 2016 wywalczył z Pachucą tytuł mistrza Meksyku (pierwszy od dziewięciu lat), po pokonaniu w dwumeczu finałowym Monterrey (1:0, 1:1). W tym samym roku jego podopieczni zajęli drugie miejsce w superpucharze kraju – Campeón de Campeones.

## Statystyki kariery

### Klubowe
| Bella Vista | 1995      | Urugwaj   | Segunda División | –    | –    | –  | –        | –                              | –  | –    | 0≤   | 0≤   |
| Bella Vista | 1996      | Urugwaj   | Segunda División | –    | –    | –  | –        | –                              | –  | –    | 0≤   | 0≤   |
| Bella Vista | 1997      | Urugwaj   | Segunda División | 21   | 19   | –  | –        | –                              | –  | –    | 21   | 19   |
| Bella Vista | 1998      | Urugwaj   | Primera División | 24   | 12   | –  | –        | –                              | –  | –    | 24   | 12   |
| Bella Vista | 1999      | Urugwaj   | Primera División | 14   | 7    | –  | –        | CL                             | 10 | 5    | 24   | 12   |
| Gimnasia    | 1999–2000 | Argentyna | Primera División | 32   | 17   | –  | –        | –                              | –  | –    | 32   | 17   |
| Valencia CF | 2000–2001 | Hiszpania | Primera División | 20   | 2    | 1  | 0        | LMU                            | 12 | 6    | 33   | 8    |
| Atlético    | 2001–2002 | Hiszpania | Segunda División | 38   | 23   | 1  | 0        | –                              | –  | –    | 39   | 23   |
| Racing      | 2002–2003 | Hiszpania | Primera División | 22   | 1    | 1  | 0        | –                              | –  | –    | 23   | 1    |
| Málaga CF   | 2003–2004 | Hiszpania | Primera División | 23   | 6    | 4  | 0        | –                              | –  | –    | 27   | 6    |
| UNAM        | 2004–2005 | Meksyk    | Liga MX          | 32   | 14   | 2  | 1        | LMC                            | 4  | 1    | 38   | 16   |
| Real Murcia | 2005–2006 | Hiszpania | Segunda División | 24   | 2    | 2  | 0        | –                              | –  | –    | 26   | 2    |
| Nacional    | 2006–2007 | Urugwaj   | Primera División | 7    | 3    | –  | –        | CS                             | 6  | 2    | 13   | 5    |
| Shenhua     | 2007      |           | CSL              | 13   | 7    | –  | –        | LMA + A3                       | 8  | 5    | 21   | 12   |
| Gimnasia    | 2007–2008 | Argentyna | Primera División | 14   | 3    | –  | –        | –                              | –  | –    | 14   | 3    |
| Gimnasia    | 2008–2009 | Argentyna | Primera División | 22   | 2    | –  | –        | –                              | –  | –    | 22   | 2    |
| Peñarol     | 2009–2010 | Urugwaj   | Primera División | 26   | 6    | –  | –        | –                              | –  | –    | 26   | 6    |
| Peñarol     | 2010–2011 | Urugwaj   | Primera División | 21   | 11   | –  | –        | CS + CL                        | 10 | 0    | 31   | 11   |
| Ogółem      |           |           |                  |      |      |    |          |                                |    |      |      |      |
| Urugwaj     | Urugwaj   | Urugwaj   | 113≤             | 58≤  | –    | –  | CL + CS  | 26                             | 7  | 139≤ | 65≤  |      |
| Argentyna   | Argentyna | Argentyna | 68               | 22   | –    | –  | –        | –                              | –  | 68   | 22   |      |
| Hiszpania   | Hiszpania | Hiszpania | 127              | 34   | 9    | 0  | LMU      | 12                             | 6  | 148  | 40   |      |
| Meksyk      | Meksyk    | Meksyk    | 32               | 14   | 2    | 1  | LMC      | 4                              | 1  | 38   | 16   |      |
| Chiny       | Chiny     | Chiny     | 13               | 7    | –    | –  | LMA + A3 | 8                              | 5  | 21   | 12   |      |
| Ogółem      | Ogółem    | Ogółem    | Ogółem           | 353≤ | 135≤ | 11 | 1        | CL + LMU + LMC + CS + LMA + A3 | 50 | 19   | 414≤ | 155≤ |

- CL – Copa Libertadores
- LMU – Liga Mistrzów UEFA
- LMC – Liga Mistrzów CONCACAF
- CS – Copa Sudamericana
- LMA – Liga Mistrzów AFC
- A3 – A3 Champions Cup

### Reprezentacyjne
| Urugwaj | Urugwaj | 1999   | 1 | 0 | – | – | CA | 3 | 0 | 4 | 0 |
| Urugwaj | Urugwaj | 2000   | 3 | 0 | – | – | –  | – | – | 3 | 0 |
| Urugwaj | Urugwaj | 2001   | 1 | 0 | – | – | –  | – | – | 1 | 0 |
| Ogółem  | Ogółem  | Ogółem | 5 | 0 | – | – | CA | 3 | 0 | 8 | 0 |

- CA – Copa América

### Trenerskie
| Bella Vista | 2011–2012 | Urugwaj  | Primera División | 25 | 9  | 3  | 13  | 36% | –  | – | – | –   | –        | –   | – | – | – | –   | –   | 25 | 9  | 3  | 13  | 36% |
| Guaraní     | 2012      | Paragwaj | Primera División | 22 | 13 | 4  | 5   | 59% | –  | – | – | –   | –        | CS  | 4 | 1 | 1 | 2   | 25% | 26 | 14 | 5  | 7   | 54% |
| Guaraní     | 2013      | Paragwaj | Primera División | 19 | 9  | 6  | 4   | 47% | –  | – | – | –   | –        | –   | – | – | – | –   | –   | 19 | 9  | 6  | 4   | 47% |
| Peñarol     | 2013–2014 | Urugwaj  | Primera División | 6  | 1  | 2  | 3   | 17% | –  | – | – | –   | –        | CS  | 2 | 0 | 1 | 1   | 0%  | 8  | 1  | 3  | 4   | 13% |
| Olimpia     | 2014      | Paragwaj | Primera División | 30 | 14 | 7  | 9   | 47% | –  | – | – | –   | –        | –   | – | – | – | –   | –   | 30 | 14 | 7  | 9   | 47% |
| Pachuca     | 2014–2015 | Meksyk   | Liga MX          | 21 | 10 | 4  | 7   | 48% | –  | – | – | –   | –        | LMC | 2 | 0 | 2 | 0   | 0%  | 23 | 10 | 6  | 7   | 43% |
| Pachuca     | 2015–2016 | Meksyk   | Liga MX          | 40 | 17 | 12 | 11  | 43% | 13 | 5 | 3 | 5   | 38%      | –   | – | – | – | –   | –   | 53 | 22 | 15 | 16  | 42% |
| Pachuca     | 2016–2017 | Meksyk   | Liga MX          |    |    |    |     |     |    |   |   |     |          | LMC |   |   |   |     |     |    |    |    |     |     |
| Ogółem      |           |          |                  |    |    |    |     |     |    |   |   |     |          |     |   |   |   |     |     |    |    |    |     |     |
| Urugwaj     | Urugwaj   | Urugwaj  | 31               | 10 | 5  | 16 | 32% | –   | –  | – | – | –   | CS       | 2   | 0 | 1 | 1 | 0%  | 33  | 10 | 6  | 17 | 30% |     |
| Paragwaj    | Paragwaj  | Paragwaj | 71               | 36 | 17 | 18 | 51% | –   | –  | – | – | –   | CS       | 4   | 1 | 1 | 2 | 25% | 75  | 37 | 18 | 20 | 49% |     |
| Meksyk      | Meksyk    | Meksyk   | 61               | 27 | 16 | 18 | 44% | 13  | 5  | 3 | 5 | 38% | LMC      | 2   | 0 | 2 | 0 | 0%  | 76  | 32 | 21 | 23 | 42% |     |
| Ogółem      | Ogółem    | Ogółem   | 163              | 73 | 38 | 52 | 45% | 13  | 5  | 3 | 5 | 38% | CS + LMC | 8   | 1 | 4 | 3 | 13% | 184 | 79 | 45 | 60 | 43% |     |

- CS – Copa Sudamericana
- LMC – Liga Mistrzów CONCACAF